# 血战 (异度风景)
血战是指在异度风景的战役设定中，守序邪恶的魔鬼和混乱邪恶的恶魔之间宏大的血腥战争。关于此事件的详细描述首次出现在TSR1996年推出的战役设定《地狱之绊：血腥战争》（Hellbound: the Blood War, ISBN 0786904070）一书中。

## 历史
居住在九层地狱的魔鬼和居住在无底深渊的恶魔，两者之间从有史以来，就几乎一刻不停的互相屠戮，具体原因目前已经无从考究。这场战争已经持续了无数年代，而且在未来可预见的很长一段时间内都不可能停止。

## 本质
血战的本质是守序和混乱两种哲学理念的较量。在异度风景战役设定中，对于位面上的部分居民来说，他们认为信仰就是力量，而守序还是混乱在信仰中占有及其重要的地位。即使是在善良阵营，也存在相同的争执，但是善良阵营内部针对这些问题往往是采取冗长的辩论，在不伤害他人的情况下说服对方同意自己的观点，而不是一言不和就大打出手。但对于为了推崇自己利益的邪恶阵营来说，任何反对自己理念的家伙都应该被干掉。所以守序邪恶的魔鬼和混乱邪恶的恶魔之间一直要不惜一切地彻底毁灭对方。
在血战中，有时甚至可以看到来自七重天堂守序善良阵营的执政官或来自机械境守序中立的魔冢，为了“秩序的胜利”而和魔鬼暂时联合起来；而混乱阵营方也存在类似情况。